# Juan Bautista Deambroggio
Juan Bautista Deambroggio (La Plata, Provincia de Buenos Aires; 2 de marzo de 1890 – París, Francia; 28 de noviembre de 1963), conocido por los apodos de Bachicha y Bachichín, fue un bandoneonista, compositor y director de orquesta argentino dedicado al género del tango. Hábil como ejecutante, escribió varios tangos pero de ellos solo trascendió Bandoneón arrabalero, sobre el cual hay versiones que ponen en duda que sea de su real autoría.

## Actividad profesional
Era muy joven cuando empezó a estudiar música, a practicar en el bandoneón y a trabajar como herrero. Vivía en el barrio de La Boca y laboraba en los talleres de la Fundición Vassena. Fue justamente un compañero de trabajo en estos talleres, Roberto Firpo, quien le presentó al maestro Alfredo Bevilacqua autor de Venus, Independencia, Apolo y otros clásicos, con el que ambos perfeccionaron sus conocimientos musicales.
Firpo –seis años mayor que Bachicha- debutó con un trío en 1907 en locales nocturnos de Palermo donde además de un pequeño sueldo tenían autorización para pasar el platito entre los asistentes. En 1911 Firpo y Bachicha realizaron sus primeras presentaciones juntos en el Café Centenario, más conocido por Taka Taka, luego en La Castellana, sito en la Avenida de Mayo al igual que el anterior, y finalmente en el Armenonville, el Palais de Glace y otros locales del barrio de Palermo.
Cuando entre 1913 y 1914 Firpo debutó con su orquesta, allí estaba Bachicha con su bandoneón. En 1916 fueron a trabajar a Montevideo y en ese momento se les sumaron Tito Roccatagliata y Agesilao Ferrazzano. Algunos estudiosos afirman que fue durante ese viaje cuando en el Café La Giralda, de 18 de Julio y Andes, Firpo estrenó La cumparsita. Firpo y Bachicha acompañaron al dúo Gardel-Razzano, con el guitarrista José Ricardo, en una gira para actuar en cines del interior del país de la empresa Max Glücksmann. Durante una de esas actuaciones en la localidad de Punta Alta conocieron a Pedro Maffia, quien aceptó unírseles formando así un cuarteto.
También actuaron en dos obras teatrales que pasaron a la historia del tango: Los dientes del perro, el 16 de abril de 1918 en el Teatro Buenos Aires de Cangallo 1053, en la que acompañaron a Manolita Poli cantando Mi noche triste, cuya extraordinaria repercusión inició una nueva etapa del género con el éxito del tango-canción y Delikatessen House de Samuel Linnig y Alberto Weisbach, el 12 de mayo de 1920 en el viejo Teatro Ópera de la calle Corrientes 860, en la que la actriz María Esther Podestá estrenó Milonguita, ocasión en la que la orquesta incluía al contrabajista Leopoldo Thompson, el clarinetista Juan Carlos Bazán y, como segundo violinista, a Adolfo Muzzi. Estuvo junto con el director Firpo y Ferrazzano, Roccatagliata y el flautista Alejandro Michetti en la grabación de la primera versión de La cumparsita. 
Se separó del conjunto de Firpo en 1921 y al año siguiente viajó a España integrando la compañía teatral de Enrique Muiño y Elías Alippi. Después fue a París y con Eduardo Bianco, el guitarrista Horacio Pettorossi y otros músicos argentinos y europeos, formaron la Orquesta Bianco-Bachicha con la que grabaron para Odeon, actuaron en las mejores salas de París y recorrieron otros países  ejecutando tangos, incluyendo Rumania, Grecia, Turquía y países de Oriente.
Cuando se disolvió la orquesta en 1928 Bachicha se radicó en París y sólo tuvo algún viaje fugaz a Buenos Aires. Sus hijos, también músicos, tocaron con él y cuando, todavía en actividad pues estaba actuando con su orquesta en el local La Coupole, falleció en París el 28 de noviembre de 1963, uno de ellos, Tito, que era pianista, se hizo cargo del conjunto.

## Cantantes
De los varios vocalistas que tuvo a lo largo de su carrera, muchos eran improvisados. En las grabaciones han intervenido Juan Raggi, Pettorossi, Melfi, Bianco, César Alberú, él mismo y su esposa Emilia García.

## Valoración
Tenía un estimable dominio técnico para su época, poseía un sonido fuerte y brillante, digitación fluida y correcta realización del ligado, cualidades que había mostrado en el país pero que aparecen en forma más evidente en las grabaciones hechas en Europa, tanto por su lógica evolución personal y su mayor experiencia como por las mejores condiciones técnicas en que se hacían los registros.
Compuso más de una treintena de tangos, como Avellaneda, Buena pinta, Montparnasse, Oración, Quebracho, Renacimiento, pero sin duda el más importante es Bandoneón arrabalero que fue publicado con la dedicatoria «al celebrado compositor y mejor amigo Horacio G. Pettorossi». Bachicha hizo que Pascual Contursi, que se hallaba en París, adaptara los versos para la música.
Enrique Cadícamo escribió en La historia del tango en París, que Bandoneón arrabalero no había sido compuesto por Juan Bautista Deambroggio sino que la música pertenecía a Pettorossi. Dice que en 1925 en París Pettorossi, que estaba actuando en la orquesta de Bianco-Bachicha, le hizo escuchar a Bachicha un tango recientemente compuesto por él, que mereció unas palabras de elogio y admiración de Deambroggio. Pettorossi entonces le ofreció venderlo allí mismo por mil francos. Bachicha sacó esa suma y se la ofreció como préstamo, pero el otro rechazó en forma terminante el ofrecimiento e insistió en la venta, por lo que Bachicha finalmente aceptó.
Contursi había viajado en 1921 a París y luego volvió en 1927, por lo que seguramente el hecho citado en la versión de Cadícamo no pudo haber ocurrido sino ese año. La sífilis que padecía hizo perder la razón a Contursi, quien con la mente muy afectada fue enviado por sus amigos a Buenos Aires en 1930, permaneciendo internado hasta su muerte.